# Hasselwerder
Hasselwerder ist die nördlichste Insel im zum Berliner Bezirk Reinickendorf gehörenden Tegeler See. Sie ist rund 300 Meter lang und 60 Meter breit, und weist eine Fläche von 12.321 m² auf.

## Eigentümer
Die Insel gehörte ab 1755 zum Gut Tegel. 1766 kamen Gut und Schloss Tegel samt Insel in den Besitz der Familie von Humboldt, deren Nachfahren noch heute Eigentümer sind.

## Nutzung
Die Gutsverwaltung eröffnete 1911 eine Badeanstalt auf Hasselwerder, die von verschiedenen Pächtern betrieben wurde und mit Unterbrechungen bis 1954 bestand. Der Reeder Walter Haupt pachtete die Insel 1946, nutzte Hasselwerder als Heimathafen für seine Schiffe und lebte selbst auf der Insel. 1950 baute er ein altes Wirtschaftsgebäude zur Gaststätte Wirtshaus Hasselwerder/Zum Insulaner aus. Nach Schließung der Badeanstalt verpachtete Walter Haupt Stellplätze für Zelte und später auch Lauben an Sommergäste. Auf der Insel befinden sich heute noch mehrere dieser Lauben. Zur Versorgung hat die Insel einen Anlegesteg an der Nordostseite.

## Naturschutz
Die Insel ist Teil des 1960 gebildeten Landschaftsschutzgebietes LSG-2C Inseln im Tegeler See. Ihre Nutzung unterliegt dadurch erheblichen Einschränkungen und bedarf zum Teil, wie beispielsweise bei Uferausbauten und bei der Anlage von Bootsstegen, Sondergenehmigungen der Naturschutzbehörde.